# Kakegurui
Kakegurui (яп. 賭ケグルイ Какэгуруи) — манга, написанная Хомурой Кавамото и проиллюстрированная Тору Наомурой. Начала публиковаться с 2014 года в журнале Gangan Joker. В сентябре 2015 года началась публиковаться спин-офф приквел манги Kakegurui Twin в Gangan Joker.
По мотивам манги был снят аниме-сериал на студии MAPPA, премьера которого состоялась 1 июля 2017 года. Режиссёр — Юитиро Хаяси, сценарист — Кобаяси Ясуко, а композитор Исикава Томохиса. Второй сезон под названием Kakegurui ×× транслировался с января по март 2019 года.

## Синопсис

### Сеттинг
Действие происходит в частной академии «Хяккао», элитной школе высокого класса, в которой учатся дети самых богатых и влиятельных людей Японии, а среди учеников много будущих лидеров и профессионалов. Однако их иерархия в этой школе определяется не успеваемостью или спортивными способностями, а азартными играми. Ученики ранжируются по своим денежным взносам в ученический совет, который организует сложную систему азартных игр, позволяющую после уроков свободно ставить своё состояние против других учеников. Победа приносит популярность, престиж и связи, а те, кто проигрывает и попадает в долги, становятся «домашними питомцами», рабами прихоти остальной части учеников, по прозвищу «Поти» или «Микэ» в зависимости от пола, и обозначены биркой в виде воротника на шее. Домашние животные, которые не могут погасить свои долги до окончания учёбы, получают «График жизни», который определяет их будущее, поскольку они выплачивают долги своими жизнями.

### Сюжет
Главная героиня — ученица второго класса Юмэко Джабами. Она обладает исключительной наблюдательностью и всегда побеждает, ведь видит жульничество в азартных играх. Юмэко быстро разрушает иерархию школы, привлекая внимание ученического совета, который отчаянно пытается остановить её.

## Медиа-издания

### Манга
Кавамото и Хаомора запустили мангу в 2014 году в антологическом журнале Square Enix Gangan Joker. На Anime Expo 2015 Yen Press объявила о лицензии на мангу.
Спин-офф манга под названием Kakegurui -Twin-, которая рассказывает о жизни Марии Саотомэ до основного сюжета, публикуется в Gangan Joker с 2015 года. Её иллюстрированием занимается Кэй Сайки.

### Аниме
Премьера аниме-сериала, созданного на студии MAPPA, состоялась 1 июля 2017 года на каналах Tokyo MX, MBS и других. Юитиро Хаяси руководил съёмками, Ясуко Кобаяси отвечала за сценарий, а Манабу Акита занимался дизайном персонажей. Музыкой занималась группа TECHNOBOYS PULCRAFT GREEN-FUND. Сериал также транслируется на потоковом сервисе Netflix.

## Критика
В обзоре манги критик портала Anime News Network Ребекка Сильверман охарактеризовала Kakegurui как достаточно легкую к прочтению историю с хорошими мистическими элементами, число которых увеличивается по ходу повествования. Также рецензент назвала Юмэко «интересным персонажем», но посетовала на слишком явно поданные мангакой элементы этти-фансервиса, в частности, по её представлению, юбка Юмэко была изображена значительно короче, чем у её одноклассниц, а также никто из женских персонажей не носил под одеждой бюстгальтер. Интересным мистический характер Юмэко был также назван в обзоре Мэттью Александера для The Fandom Post.
Аниме-адаптация получила умеренно положительные отзывы рецензентов. Терон Мартин из Anime News Network выделил музыкальное сопровождение работы и общее качество анимации, но подверг критике ряд затянутых драматических эпизодов.
По состоянию на февраль 2019 года тираж манги составил более 5 миллионов экземпляров.

## Примечание
1. ↑  Kakegurui Manga Gets 4-Panel Comedy Spinoff Series. Anime News Network (15 января 2017). Дата обращения: 20 мая 2017. Архивировано 2 мая 2017 года.
2. ↑  Yen Press Licenses My Youth Romantic Comedy Is Wrong As I Expected, How to Raise a Boring Girlfriend, Baccano!, More. Anime News Network (5 июля 2015). Дата обращения: 20 мая 2017. Архивировано 24 июня 2017 года.
3. ↑  Rebecca Silverman. Review: Kakegurui GN1 (англ.). Anime News Network (16 июля 2017). Дата обращения: 11 июля 2018. Архивировано 12 июля 2018 года.
4. ↑  Matthew Alexander. Kakegurui Vol. #01 Manga Review (англ.). The Fandom Post (6 августа 2017). Дата обращения: 11 июля 2018. Архивировано 11 июля 2018 года.
5. ↑  Theron Martin. Review: Kakegurui Episodes 1-12 streaming (англ.). Anime News Network (5 февраля 2018). Дата обращения: 11 июля 2018. Архивировано 12 июля 2018 года.
6. ↑  Roundup of Newly Revealed Print Counts for Manga, Light Novel Series - February 2019 (Updated). Anime News Network (3 марта 2019). Дата обращения: 6 марта 2019. Архивировано 3 марта 2019 года.